# 想定
| ウィキペディアには「想定」という見出しの百科事典記事はありません（タイトルに「想定」を含むページの一覧/「想定」で始まるページの一覧）。 代わりにウィクショナリーのページ「想定」が役に立つかもしれません。 |